# Bandi a hegyről
A Bandi a hegyről Lovasi András szólóalbuma, amely 2001-ben jelent meg.

## Kompozíció
Lovasi így fogalmazott a lemezről: „Biztos eléggé [hasonlít a korábbi Kispál és a Borz-albumokhoz], hiszen én írtam a zenét és a szöveget, a zenekar és barátok segítettek a feljátszásában. Ám  mivel az alkotásnál egyedül voltam, éppen emiatt mások is lettek a dalok.”
A lemez címének eredetével kapcsolatban a zenész ezt mondta: „Némi önirónia, kicsit vicces a jelentése. Azért valóságtartalma is van, hiszen  hegyen lakom és András a nevem.”

## Fogadtatása
Az Index újságírója 2010-ben Lovasi „egyik legszemélyesebb és talán legjobb” albumának nevezte a kiadványt.

## Számok
1. Búcsúzó Nap
2. Mire megtanultam
3. Vedd fel a szép ruhád
4. Apa övének a csatja
5. Mára már
6. Csend meg a zaj
7. Jó voltam eddig /meneküljetek/
8. Csinálj teát
9. Napos barackos
10. Mennyország
11. Itt van az életem
12. Aki szeretne..